# 旅顺龙王塘樱花园

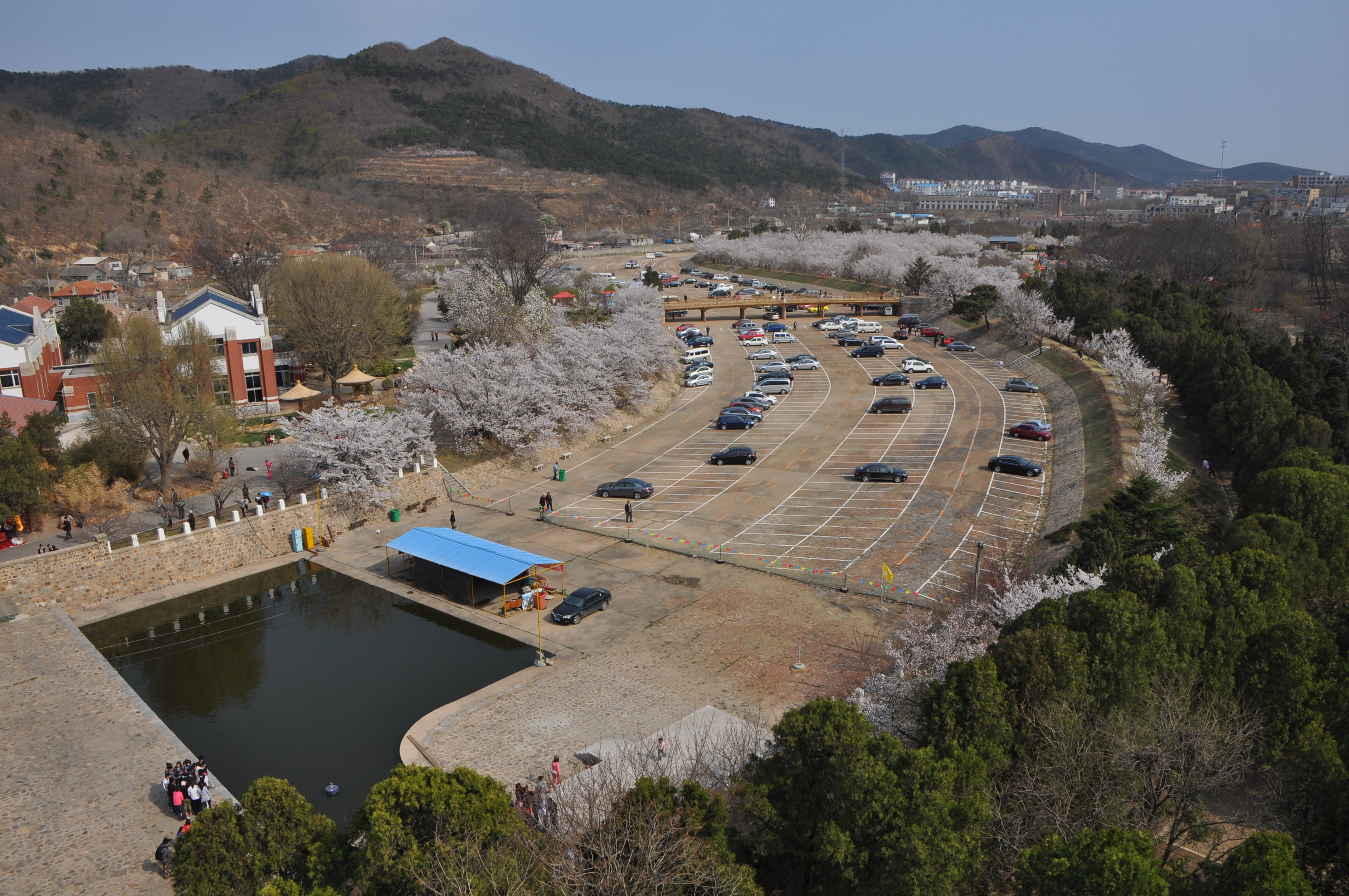
从大坝鸟瞰的旅顺龙王塘樱花园

旅顺龙王塘樱花园是位于中国辽宁省大连市旅顺口区龙王塘街道的樱花公园。
1921年日本占领時建造的水坝下游种植的樱花树，毎年4月下旬盛开。它是中国最著名的两个樱花公园之一，另一个是湖北武汉的东湖樱花园。